# آهوچه سیاه
آهوچه سیاه (نام علمی: Cephalophus niger) نام یک گونه از زیرخانواده غزالک است.